# Dicranocnemus sulcicollis
Dicranocnemus sulcicollis är en skalbaggsart som beskrevs av Christian Rudolph Wilhelm Wiedemann 1821. Dicranocnemus sulcicollis ingår i släktet Dicranocnemus och familjen Melolonthidae.

## Underarter
Arten delas in i följande underarter:
- D. s. furschi
- D. s. niger